# Boogeyman 3
Boogeyman 3 (Brasil: O Pesadelo 3 / Portugal: Quem Tem Medo do Papão 3? em Portugal) é um filme norte-americano do gênero terror e suspense produzido no ano de 2009. Foi dirigido por Gary Jones e estrelado por revelações como Erin Cahill, Chuck Hittinger, Mimi Michaels e Matt Rippy.
É a continuação de Boogeyman e Boogeyman 2. As filmegens ocorreram em Sófia, Bulgaria.

## Sinopse
Sarah (Erin Cahill) é uma estudante de psicologia de uma faculdade que apresentava um programa de rádio noturno para os alunos e funcionários da instituição.
Um dia, depois de presenciar o assassinato de sua amiga Audrey (Nikki Sanderson), estrangulada até a morte por um monstro, sua vida muda totalmente. Depois do ocorrido todos crêem que Audrey tenha cometido suicídio, mas Sarah sabe o que aconteceu. Ela tenta contar a todos o ocorrido, mas ninguém acredita em seus relatos e acaba sendo tachada de louca.

## Elenco
- Erin Cahill ... Sarah
- Chuck Hittinger ... David
- Mimi Michaels ... Lindsey
- Matt Rippy ... Kane
- Nikki Sanderson ... Audrey
- W.B. Alexander ... Lukas
- Elyes Gabel ... Ben
- George Maguire ... Jeremy
- Jayne Wisener ... Amy
- Kate Maberly ... Jennifer
- Todd Jensen ... Segurança
- Nikolai Sotirov ... Bicho Papão (creditado como Niky Sotirov)
- Vladimir Yossifov ... Bicho Papão  (creditado como Vladimir Yosifov)
- Richie Mantaliev ... Brandon
- Galina Talkington ... Katie